# Leptothorax acervorum acervorum
Leptothorax acervorum acervorum é uma subespécie de insetos himenópteros, mais especificamente de formigas pertencente à família Formicidae.
A autoridade científica da subespécie é Fabricius, tendo sido descrita no ano de 1793.
Trata-se de uma subespécie presente no território português.